# Ishockeyklubben Oskarshamn
L'Ishockeyklubben Oskarshamn è una squadra svedese di hockey su ghiaccio di Oskarshamn, fondata il 27 maggio del 1970 dalla fusione tra IFK Oskarshamn e Oskarshamns AIK.

## Squadra

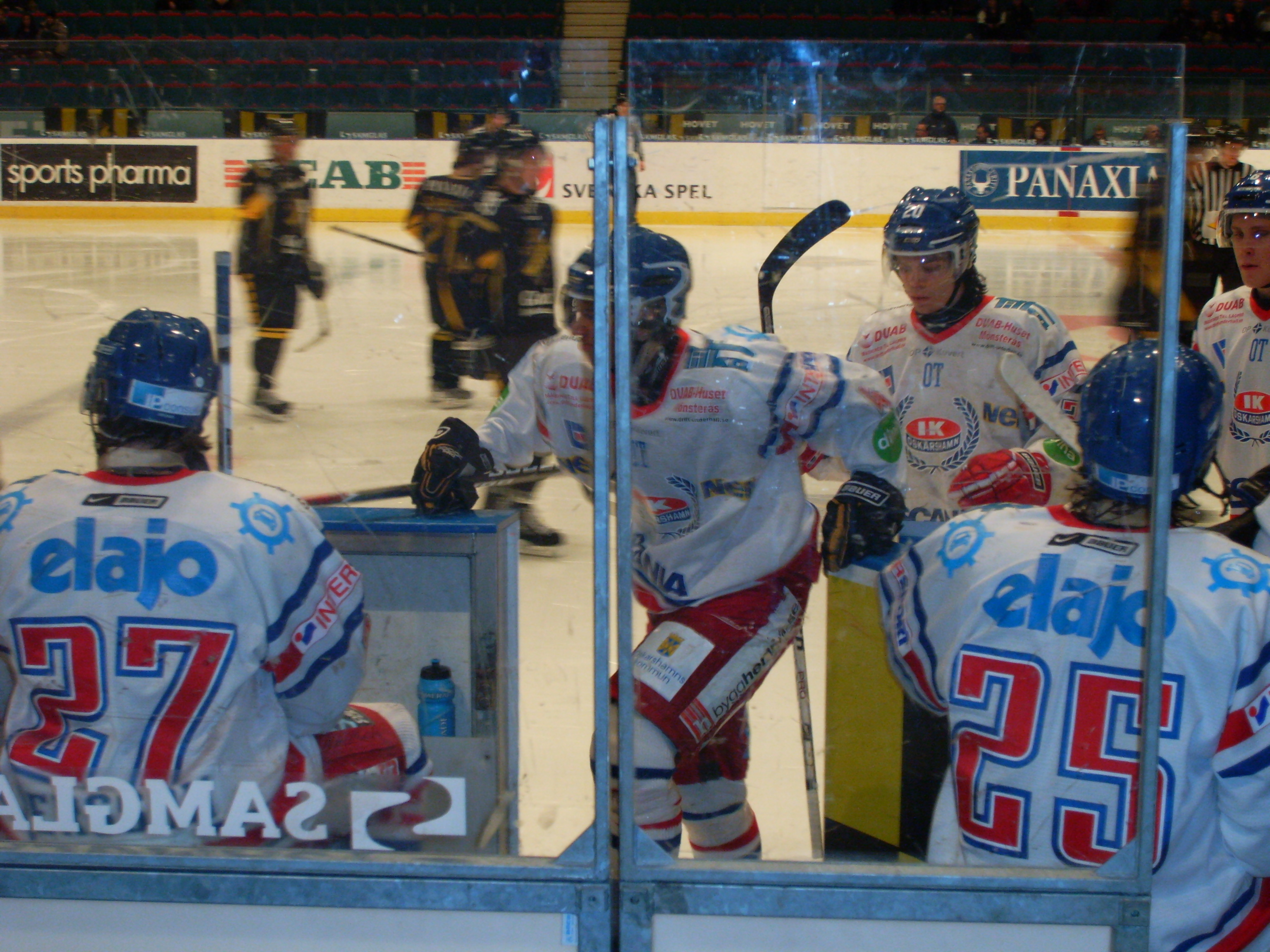
Incontro fra IK Oskarshamn e AIK Hockey.

La squadra milita nella Hockeyallsvenskan, la seconda serie del campionato di hockey su ghiaccio svedese. I colori della squadra sono blu, bianco e rosso.
L'IK Oskarshamn gioca le sue partite interne all'Arena Oskarshamn, che ha una capacità di 3 346 spettatori.

## Giocatori

### Capitani (dal 1992)
I capitani della squadra dalla stagione 1992-1993:
- 1992-1996: Peter Ekroth
- 1996-1997: Peter Ekroth e Tomas Björnström
- 1997-2006: Tomas Björnström
- 2009-2010: Rasmus Olheden
- 2010-2011: Stefan Pettersson
- 2011-2012: Daniel Ljungkvist
- 2012-2013: Stefan Öhman
- 2013-2015: Daniel Ljungkvist
- 2015-: Jonas Engström